# Eleições legislativas de 2019 no Funchal

## Resultados Oficiais
| Partido                 | Partido                              | Votos   | %               | +/-   |
| ----------------------- | ------------------------------------ | ------- | --------------- | ----- |
|                         | Partido Socialista                   | 19 716  | 36,03 / 100,00  | 12,34 |
|                         | Partido Social Democrata             | 19 097  | 34,90 / 100,00  | 1,95  |
|                         | Bloco de Esquerda                    | 3 486   | 6,37 / 100,00   | 6,41  |
|                         | CDS – Partido Popular                | 3 080   | 5,63 / 100,00   | 0,03  |
|                         | CDU - Coligação Democrática Unitária | 1 613   | 2,95 / 100,00   | 1,92  |
|                         | Juntos pelo Povo                     | 1 498   | 2,74 / 100,00   | 2,18  |
|                         | Pessoas–Animais–Natureza             | 1 256   | 2,30 / 100,00   | 0,17  |
|                         | Iniciativa Liberal                   | 553     | 1,01 / 100,00   | Novo  |
|                         | Outros (com menos de 1,00%)          | 3 239   | 5,93 / 100,00   |       |
| Votos Inválidos         | Votos Inválidos                      | 1 184   | 2,16 / 100,00   | 1,48  |
| Total                   | Total                                | 54 722  | 100,00 / 100,00 |       |
| Eleitorado/Participação | Eleitorado/Participação              | 107 028 | 51,13 / 100,00  | 0,99  |
| Fonte                   | Fonte                                | [ 1 ]   | [ 1 ]           | [ 1 ] |

## Resultados por Freguesia
Os resultados seguintes referem-se aos partidos que obtiveram mais de 1,00% dos votos:
| Freguesia                  | %     | %     | %    | %    | %    | %    | %    | %    | Votantes |
| Freguesia                  | PS    | PSD   | BE   | CDS  | CDU  | JPP  | PAN  | IL   | Votantes |
| -------------------------- | ----- | ----- | ---- | ---- | ---- | ---- | ---- | ---- | -------- |
| Imaculado Coração de Maria | 37,63 | 33,72 | 5,73 | 6,44 | 3,10 | 2,80 | 2,43 | 1,15 | 2 966    |
| Monte                      | 34,48 | 37,21 | 6,37 | 4,93 | 2,87 | 2,00 | 2,30 | 0,90 | 2 999    |
| Santa Luzia                | 32,81 | 37,99 | 6,47 | 6,54 | 3,48 | 2,93 | 2,45 | 1,40 | 2 935    |
| Santa Maria Maior          | 38,60 | 32,55 | 6,60 | 5,21 | 2,63 | 3,00 | 2,45 | 1,12 | 6 608    |
| Santo António              | 36,82 | 32,80 | 6,36 | 5,55 | 3,27 | 2,58 | 2,50 | 0,70 | 13 232   |
| São Gonçalo                | 38,04 | 34,14 | 6,18 | 5,01 | 2,80 | 3,90 | 1,59 | 0,79 | 2 897    |
| São Martinho               | 34,51 | 36,20 | 6,77 | 6,01 | 2,64 | 2,78 | 2,32 | 1,24 | 13 352   |
| São Pedro                  | 37,23 | 33,89 | 6,68 | 5,59 | 3,48 | 2,47 | 2,33 | 1,10 | 3 650    |
| São Roque                  | 35,36 | 36,67 | 5,44 | 4,99 | 2,66 | 2,98 | 1,78 | 0,77 | 4 666    |
| Sé                         | 32,53 | 42,63 | 5,36 | 6,14 | 2,96 | 1,20 | 1,83 | 1,41 | 1 417    |
| Funchal                    | 36,03 | 34,90 | 6,37 | 5,63 | 2,95 | 2,74 | 2,30 | 1,01 | 54 722   |

#### Imaculado Coração de Maria
| Partido                 | Partido                              | Votos | %               | +/-   |
| ----------------------- | ------------------------------------ | ----- | --------------- | ----- |
|                         | Partido Socialista                   | 1 116 | 37,63 / 100,00  | 11,37 |
|                         | Partido Social Democrata             | 1 000 | 33,72 / 100,00  | 1,68  |
|                         | CDS – Partido Popular                | 191   | 6,44 / 100,00   | 1,36  |
|                         | Bloco de Esquerda                    | 170   | 5,73 / 100,00   | 7,93  |
|                         | CDU - Coligação Democrática Unitária | 92    | 3,10 / 100,00   | 2,57  |
|                         | Juntos pelo Povo                     | 83    | 2,80 / 100,00   | 1,16  |
|                         | Pessoas–Animais–Natureza             | 72    | 2,43 / 100,00   | 0,45  |
|                         | Iniciativa Liberal                   | 34    | 1,15 / 100,00   | Novo  |
|                         | Partido Trabalhista Português        | 30    | 1,01 / 100,00   | 0,02  |
|                         | Outros (com menos de 1,00%)          | 142   | 4,79 / 100,00   |       |
| Votos Inválidos         | Votos Inválidos                      | 36    | 1,21 / 100,00   | 2,45  |
| Total                   | Total                                | 2 966 | 100,00 / 100,00 |       |
| Eleitorado/Participação | Eleitorado/Participação              | 5 899 | 50,28 / 100,00  | 0,68  |

#### Monte
| Partido                 | Partido                                         | Votos | %               | +/-   |
| ----------------------- | ----------------------------------------------- | ----- | --------------- | ----- |
|                         | Partido Social Democrata                        | 1 116 | 37,21 / 100,00  | 4,19  |
|                         | Partido Socialista                              | 1 034 | 34,48 / 100,00  | 11,60 |
|                         | Bloco de Esquerda                               | 191   | 6,37 / 100,00   | 5,57  |
|                         | CDS – Partido Popular                           | 148   | 4,93 / 100,00   | 0,04  |
|                         | CDU - Coligação Democrática Unitária            | 86    | 2,87 / 100,00   | 2,60  |
|                         | Pessoas–Animais–Natureza                        | 69    | 2,30 / 100,00   | 0,52  |
|                         | Juntos pelo Povo                                | 60    | 2,00 / 100,00   | 4,03  |
|                         | Partido Comunista dos Trabalhadores Portugueses | 41    | 1,37 / 100,00   | 0,32  |
|                         | Reagir Incluir Reciclar                         | 33    | 1,10 / 100,00   | Novo  |
|                         | Partido Trabalhista Português                   | 32    | 1,07 / 100,00   | 0,16  |
|                         | Outros (com menos de 1,00%)                     | 123   | 4,10 / 100,00   |       |
| Votos Inválidos         | Votos Inválidos                                 | 66    | 2,20 / 100,00   | 1,28  |
| Total                   | Total                                           | 2 999 | 100,00 / 100,00 |       |
| Eleitorado/Participação | Eleitorado/Participação                         | 5 906 | 50,78 / 100,00  | 1,52  |

#### Santa Luzia
| Partido                 | Partido                              | Votos | %               | +/-  |
| ----------------------- | ------------------------------------ | ----- | --------------- | ---- |
|                         | Partido Social Democrata             | 1 115 | 37,99 / 100,00  | 4,39 |
|                         | Partido Socialista                   | 963   | 32,81 / 100,00  | 8,71 |
|                         | CDS – Partido Popular                | 192   | 6,54 / 100,00   | 0,94 |
|                         | Bloco de Esquerda                    | 190   | 6,47 / 100,00   | 5,29 |
|                         | CDU - Coligação Democrática Unitária | 102   | 3,48 / 100,00   | 1,08 |
|                         | Juntos pelo Povo                     | 86    | 2,93 / 100,00   | 2,74 |
|                         | Pessoas–Animais–Natureza             | 72    | 2,45 / 100,00   | 0,26 |
|                         | Iniciativa Liberal                   | 41    | 1,40 / 100,00   | Novo |
|                         | Outros (com menos de 1,00%)          | 120   | 4,09 / 100,00   |      |
| Votos Inválidos         | Votos Inválidos                      | 54    | 1,84 / 100,00   | 1,92 |
| Total                   | Total                                | 2 935 | 100,00 / 100,00 |      |
| Eleitorado/Participação | Eleitorado/Participação              | 5 781 | 50,77 / 100,00  | 0,74 |

#### Santa Maria Maior
| Partido                 | Partido                              | Votos  | %               | +/-   |
| ----------------------- | ------------------------------------ | ------ | --------------- | ----- |
|                         | Partido Socialista                   | 2 551  | 38,60 / 100,00  | 11,54 |
|                         | Partido Social Democrata             | 2 151  | 32,55 / 100,00  | 0,95  |
|                         | Bloco de Esquerda                    | 436    | 6,60 / 100,00   | 6,31  |
|                         | CDS – Partido Popular                | 344    | 5,21 / 100,00   | 0,70  |
|                         | Juntos pelo Povo                     | 198    | 3,00 / 100,00   | 1,89  |
|                         | CDU - Coligação Democrática Unitária | 174    | 2,63 / 100,00   | 1,51  |
|                         | Pessoas–Animais–Natureza             | 162    | 2,45 / 100,00   | 0,59  |
|                         | Partido Trabalhista Português        | 79     | 1,20 / 100,00   | 0,15  |
|                         | Iniciativa Liberal                   | 74     | 1,12 / 100,00   | Novo  |
|                         | Outros (com menos de 1,00%)          | 322    | 4,88 / 100,00   |       |
| Votos Inválidos         | Votos Inválidos                      | 117    | 1,77 / 100,00   | 1,86  |
| Total                   | Total                                | 6 608  | 100,00 / 100,00 |       |
| Eleitorado/Participação | Eleitorado/Participação              | 12 506 | 52,84 / 100,00  | 1,96  |

#### Santo António
| Partido                 | Partido                              | Votos  | %               | +/-   |
| ----------------------- | ------------------------------------ | ------ | --------------- | ----- |
|                         | Partido Socialista                   | 4 872  | 36,82 / 100,00  | 16,09 |
|                         | Partido Social Democrata             | 4 340  | 32,80 / 100,00  | 0,29  |
|                         | Bloco de Esquerda                    | 842    | 6,36 / 100,00   | 6,54  |
|                         | CDS – Partido Popular                | 734    | 5,55 / 100,00   | 0,06  |
|                         | CDU - Coligação Democrática Unitária | 433    | 3,27 / 100,00   | 2,66  |
|                         | Juntos pelo Povo                     | 341    | 2,58 / 100,00   | 1,75  |
|                         | Pessoas–Animais–Natureza             | 331    | 2,50 / 100,00   | 0,19  |
|                         | Reagir Incluir Reciclar              | 170    | 1,28 / 100,00   | Novo  |
|                         | Partido Trabalhista Português        | 136    | 1,03 / 100,00   | 0,42  |
|                         | CHEGA                                | 132    | 1,00 / 100,00   | Novo  |
|                         | Outros (com menos de 1,00%)          | 575    | 4,36 / 100,00   |       |
| Votos Inválidos         | Votos Inválidos                      | 326    | 2,47 / 100,00   | 1,43  |
| Total                   | Total                                | 13 232 | 100,00 / 100,00 |       |
| Eleitorado/Participação | Eleitorado/Participação              | 25 350 | 52,20 / 100,00  | 0,79  |

#### São Gonçalo
| Partido                 | Partido                              | Votos | %               | +/-   |
| ----------------------- | ------------------------------------ | ----- | --------------- | ----- |
|                         | Partido Socialista                   | 1 102 | 38,04 / 100,00  | 12,23 |
|                         | Partido Social Democrata             | 989   | 34,14 / 100,00  | 1,90  |
|                         | Bloco de Esquerda                    | 179   | 6,18 / 100,00   | 6,58  |
|                         | CDS – Partido Popular                | 145   | 5,01 / 100,00   | 0,10  |
|                         | Juntos pelo Povo                     | 113   | 3,90 / 100,00   | 1,57  |
|                         | CDU - Coligação Democrática Unitária | 81    | 2,80 / 100,00   | 0,93  |
|                         | Pessoas–Animais–Natureza             | 46    | 1,59 / 100,00   | 0,47  |
|                         | Outros (com menos de 1,00%)          | 167   | 5,77 / 100,00   |       |
| Votos Inválidos         | Votos Inválidos                      | 75    | 2,58 / 100,00   | 1,34  |
| Total                   | Total                                | 2 897 | 100,00 / 100,00 |       |
| Eleitorado/Participação | Eleitorado/Participação              | 5 868 | 49,37 / 100,00  | 1,78  |

#### São Martinho
| Partido                 | Partido                              | Votos  | %               | +/-   |
| ----------------------- | ------------------------------------ | ------ | --------------- | ----- |
|                         | Partido Social Democrata             | 4 834  | 36,20 / 100,00  | 2,52  |
|                         | Partido Socialista                   | 4 608  | 34,51 / 100,00  | 10,68 |
|                         | Bloco de Esquerda                    | 904    | 6,77 / 100,00   | 6,16  |
|                         | CDS – Partido Popular                | 802    | 6,01 / 100,00   | 0,01  |
|                         | Juntos pelo Povo                     | 371    | 2,78 / 100,00   | 2,42  |
|                         | CDU - Coligação Democrática Unitária | 352    | 2,64 / 100,00   | 1,31  |
|                         | Pessoas–Animais–Natureza             | 310    | 2,32 / 100,00   | 0,09  |
|                         | Iniciativa Liberal                   | 165    | 1,24 / 100,00   | Novo  |
|                         | Outros (com menos de 1,00%)          | 706    | 5,27 / 100,00   |       |
| Votos Inválidos         | Votos Inválidos                      | 300    | 2,25 / 100,00   | 1,37  |
| Total                   | Total                                | 13 352 | 100,00 / 100,00 |       |
| Eleitorado/Participação | Eleitorado/Participação              | 26 280 | 50,81 / 100,00  | 0,80  |

#### São Pedro
| Partido                 | Partido                              | Votos | %               | +/-   |
| ----------------------- | ------------------------------------ | ----- | --------------- | ----- |
|                         | Partido Socialista                   | 1 359 | 37,23 / 100,00  | 11,31 |
|                         | Partido Social Democrata             | 1 237 | 33,89 / 100,00  | 2,40  |
|                         | Bloco de Esquerda                    | 244   | 6,68 / 100,00   | 7,10  |
|                         | CDS – Partido Popular                | 204   | 5,59 / 100,00   | 0,01  |
|                         | CDU - Coligação Democrática Unitária | 127   | 3,48 / 100,00   | 1,78  |
|                         | Juntos pelo Povo                     | 90    | 2,47 / 100,00   | 2,67  |
|                         | Pessoas–Animais–Natureza             | 85    | 2,33 / 100,00   | 0,88  |
|                         | Iniciativa Liberal                   | 40    | 1,10 / 100,00   | Novo  |
|                         | Outros (com menos de 1,00%)          | 174   | 4,79 / 100,00   |       |
| Votos Inválidos         | Votos Inválidos                      | 90    | 2,47 / 100,00   | 0,38  |
| Total                   | Total                                | 3 650 | 100,00 / 100,00 |       |
| Eleitorado/Participação | Eleitorado/Participação              | 7 471 | 48,86 / 100,00  | 1,61  |

#### São Roque
| Partido                 | Partido                              | Votos | %               | +/-   |
| ----------------------- | ------------------------------------ | ----- | --------------- | ----- |
|                         | Partido Social Democrata             | 1 711 | 36,67 / 100,00  | 3,27  |
|                         | Partido Socialista                   | 1 650 | 35,36 / 100,00  | 12,75 |
|                         | Bloco de Esquerda                    | 254   | 5,44 / 100,00   | 7,13  |
|                         | CDS – Partido Popular                | 233   | 4,99 / 100,00   | 0,66  |
|                         | Juntos pelo Povo                     | 139   | 2,98 / 100,00   | 1,96  |
|                         | CDU - Coligação Democrática Unitária | 124   | 2,66 / 100,00   | 3,00  |
|                         | Pessoas–Animais–Natureza             | 83    | 1,78 / 100,00   | 0,32  |
|                         | Reagir Incluir Reciclar              | 73    | 1,56 / 100,00   | Novo  |
|                         | Partido Trabalhista Português        | 56    | 1,20 / 100,00   | 0,01  |
|                         | Outros (com menos de 1,00%)          | 247   | 5,28 / 100,00   |       |
| Votos Inválidos         | Votos Inválidos                      | 96    | 2,06 / 100,00   | 1,69  |
| Total                   | Total                                | 4 666 | 100,00 / 100,00 |       |
| Eleitorado/Participação | Eleitorado/Participação              | 8 513 | 54,81 / 100,00  | 1,30  |

#### Sé
| Partido                 | Partido                              | Votos | %               | +/-  |
| ----------------------- | ------------------------------------ | ----- | --------------- | ---- |
|                         | Partido Social Democrata             | 604   | 42,63 / 100,00  | 1,09 |
|                         | Partido Socialista                   | 461   | 32,53 / 100,00  | 9,94 |
|                         | CDS – Partido Popular                | 87    | 6,14 / 100,00   | 2,01 |
|                         | Bloco de Esquerda                    | 76    | 5,36 / 100,00   | 4,42 |
|                         | CDU - Coligação Democrática Unitária | 42    | 2,96 / 100,00   | 0,07 |
|                         | Pessoas–Animais–Natureza             | 26    | 1,83 / 100,00   | 0,51 |
|                         | Iniciativa Liberal                   | 20    | 1,41 / 100,00   | Novo |
|                         | Juntos pelo Povo                     | 17    | 1,20 / 100,00   | 2,99 |
|                         | Outros (com menos de 1,00%)          | 60    | 4,26 / 100,00   |      |
| Votos Inválidos         | Votos Inválidos                      | 24    | 1,70 / 100,00   | 1,02 |
| Total                   | Total                                | 1 417 | 100,00 / 100,00 |      |
| Eleitorado/Participação | Eleitorado/Participação              | 3 217 | 44,05 / 100,00  | 0,87 |